# Suhuf Musa
De Suhuf Musa of de Boekrollen van Musa (Arabisch: صحف موسى) worden samen gezien als een van de openbaringsboeken binnen de islam waar in de Koran met respect over gesproken wordt. Moslims geloven dat deze boekenrollen verloren zijn.
Het is een oud schrift dat twee keer in de Koran wordt genoemd. Het wordt genoemd in hoofdstuk De Ster en hoofdstuk De Allerhoogste, beiden geopenbaarde in de Mekaanse periode.
Sommige islamitische geleerden zijn van mening dat de Suhuf Musa hetzelfde is als de Tawrat (Thora).